# Combate del Cerro de la Sierpe
El Combate del Cerro de la Sierpe, tuvo lugar en el valle de Chunchunga en el actual departamento de Ica el 4 de octubre de 1838, durante la campaña que el general restaurador Juan José Salas dirigió contra las fuerzas confederadas que operaban en el lugar al mando de los coroneles Esteban Pedernera y Estanislao Correa. 

## Antecedentes
Al tener noticias del sorpresivo ataque y captura de la guarnición chilena que había dejado en Pisco, el general Juan José Salas, comandante de la expedición restauradora, dispuso la inmediata persecución de la partida de húsares que mandaba el coronel Esteban Pedernera, antiguo oficial argentino del ejército libertador al servicio de la Confederación, quien a favor de los conocimientos que tenía de las localidades en las que operaba mantenía una guerra de guerrillas contra la columna restauradora, sin embargo al ser el general Salas natural de la región no solo logró levantar una partida miliciana con los pobladores de la zona sino también dar alcance a las tropas de Pedernera que ocupaban el valle de Chunchanga.

## El Combate
Cuando el 3 de octubre la columna restauradora, cuya vanguardia estaba conformada por los montoneros y el cuadro de infantería peruana seguida por las dos compañías del batallón chileno Colchagua y los Cazadores a Caballo, divisó en las inmediaciones de la hacienda de Bernales a los húsares confederados, estos se retiraron a las alturas de los cerros circundantes. Al amanecer del día 4 el general Salas ordenó que el coronel Manuel Lopera persiguiese al enemigo con 46 cazadores a caballo y 40 infantes montados en las grupas mientras que el coronel Layzeca con el resto de la fuerza restauradora marcharía por la margen izquierda del río para apoyar la destrucción del enemigo en caso de que pretendiera retirarse por ese lugar o servir como un eventual punto de reorganización en caso de un contraste. 
Mientras los confederados trataban de ganar las alturas del Cerro de la Sierpe y luego de intercambiar algunos tiros de fusil con los restauradores fueron alcanzados por las tropas que mandaba el coronel Lopera, quien durante el choque perdió el caballo que montaba logrando sin embargo expulsar a los confederados de las posiciones que ocupaban, quienes tras dejar 8 muertos y 14 heridos en el campo se dispersaron por los médanos aledaños. Los restauradores tuvieron un oficial peruano y dos soldados chilenos muertos.

## Consecuencias
Tras esta acción la región quedó bajo control del ejército restaurador mientras que el coronel Pedernera con aproximadamente 100 húsares que logró reunir marchó a Cañete donde tras sostener, el 12 de octubre, algunos encuentros con tropas restauradores al mando del mismo coronel Lopera despachadas en su persecución, se dispersó totalmente, marchando el coronel Pedernera al interior para unirse al ejército de Santa Cruz.